# Jung (musikgrupp)
JUNG är en svensk popduo bestående av bröderna Henrik Ljungqvist, född 25 augusti 1988 i Stockholm, och Tom Ljungqvist, född 8 mars 1992 i Stockholm. Henrik kommer tidigare från indiepopbandet Join The Riot och Tom är känd från humorduon Tom och Petter och Youtube-gruppen Inte helt hundra. De slog igenom 2018 med singeln "Vera" och samma år kom deras debut-EP "Dreamers".

## Karriär
Bandet har bland annat uppträtt på konferensen Brilliant Minds, TV4 Nyhetsmorgon och har utsetts till Artists to Watch av YouTube Music.
2019 släppte de sitt debutalbum "Dreamers", som innehöll singlarna "Let Him Go(Feat Clara Mae)" och "Follow Your Heart". Debutalbumet har sålt guld. De gjorde också en spelning på Cirkus i december 2019. Samma år uppträdde bandet i TV-programmet Idol.
I juni 2020 medverkade de i TV4-programmet "Late Night Concert". Den 1 januari 2021 släppte de singeln "Heaven". 2021 uppträdde de också på Idrottsgalan med låten "Follow Your Heart".

## Diskografi

### Album
- 2019 - Dreamers
- 2022 - Cause In The End You Know That Everybody Dies

### Singlar
- 2018 - Vera
- 2018 - Vera (Farfetch´d remix)
- 2018 - This Could Be The End Of It
- 2018 - Wasteland

- 2018 - Hold On, We’re Going Home (Drake cover)
- 2019 - Formula (EP)
- 2019 - Giants
- 2019 - i love u, i love u
- 2019 - Falling Free
- 2019 - Let Him Go (Feat Clara Mae)
- 2019 – Follow Your Heart
- 2020 - Nobody Knows
- 2020 - Polar Bears
- 2020 - Waste My Heart
- 2021 - Jungle
- 2021 - She